# 波纹盖蛛
波纹盖蛛（学名：Neriene clathrata）为皿蛛科盖蛛属的动物。分布于古北区以及中国大陆的甘肃、湖北、安徽、贵州、四川等地，多栖息于草丛和灌木丛。该物种的模式产地在欧洲。